# Alucita pectinata
Alucita pectinata is een vlinder uit de familie waaiermotten (Alucitidae). De wetenschappelijke naam is voor het eerst geldig gepubliceerd in 1994 door Scholz & Jackh.
De soort komt voor in Europa.